# Rey Wuling de Zhao

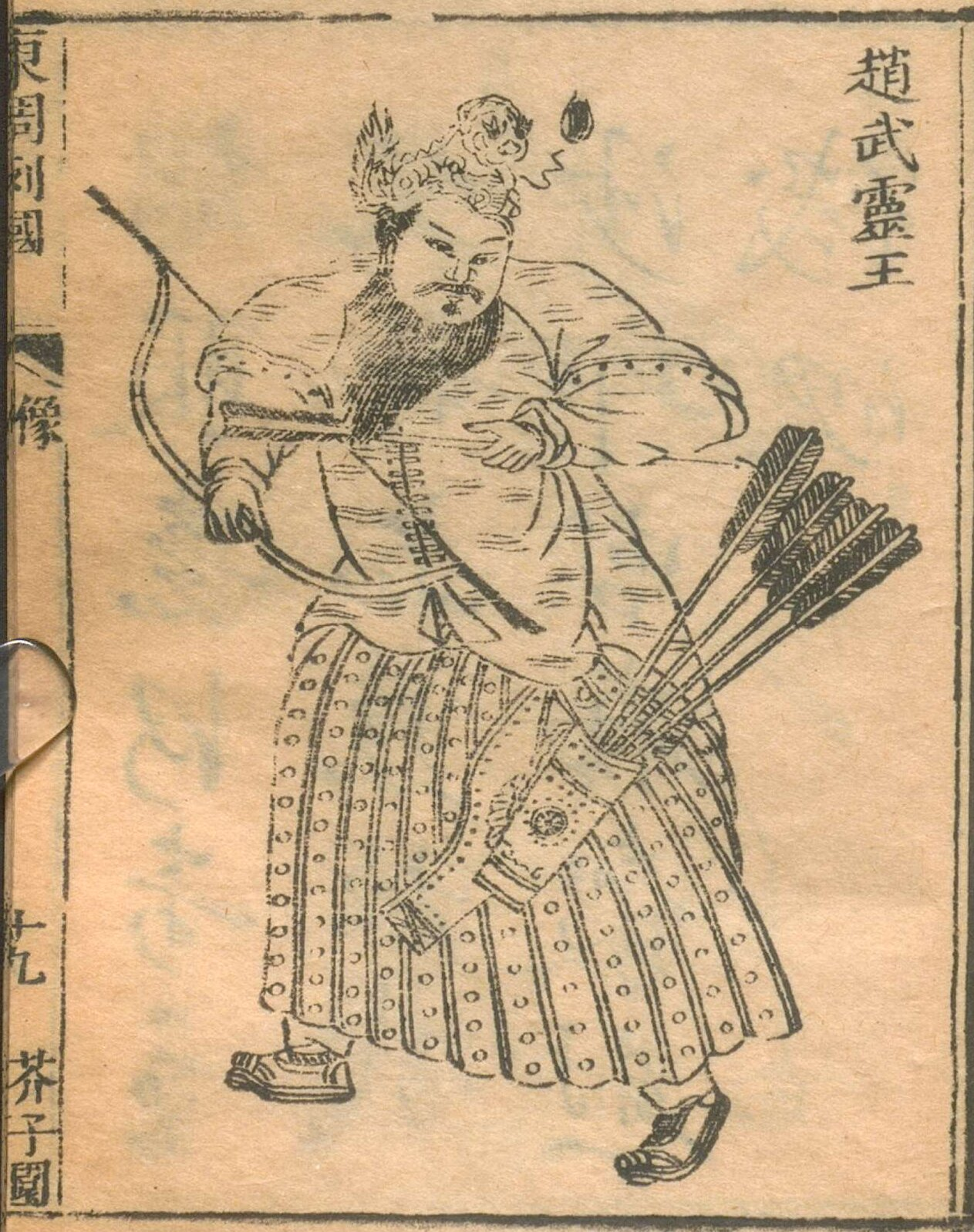
Rey Wuling de Zhao

El Rey Wuling de Zhao (Chino simplificado: 赵武灵王) (340 a. C. - 295 a. C., reinó entre el 325 a. C. y el 299 a. C.) reinó en el Estado de Zhao durante el Período de los Reinos Combatientes. Su reinado fue reconocido por revestir a uno de los estados más amenazados por los enemigos nómadas del norte, de un importante avance tanto en materia de adopción cultural, como en materia puramente militar: con la fórmula (hú fú qí shè/胡服騎射), Wuling fijaba por primera vez en la historia de China, una de las señales identificativas de la política exterior china, que pasaba por adoptar e incorporar las mejoras exógenas y utilizarlas contra sus propios enemigos, como ya hicieran en su momento la propia dinastía Han o la Tang entre otras. 
El binomio hú fú (胡服) se traduce aproximadamente como "ropa de los hu", "vestimenta de los hu", mientras que el segundo binomio qí shè (騎射) se traduce literalmente como "disparo montado a caballo", "disparar montado a caballo". Si bien las mejoras y características de las diferentes tribus del norte incluían por supuesto otras medidas y características posibles de imitar (como la trashumancia en regiones tan castigadas como el propio estado de Zhao), Wuling decidió adoptar por el momento la vestimenta y panoplia militar hu, debido a su mayor ventaja a la hora de combatir y soportar las duras condiciones del norte, junto con su mayor eficacia a la hora de ofrecer un mayor blindaje y salvaguarda al cuerpo del soldado. A pesar de ello, el Shi Ji (juàn 5) ofrece una información ambigua sin que señale referencia alguna a qué partes de la vestimenta, panoplia militar o incluso armas en última instancia, escoge Wuling. En cuanto al disparo montado a caballo tan característico de las tribus nómadas del norte, es de señalar que en batalla y en formación de combate abierta, las tropas y los soldados de los diferentes estados que en ese momento combatían encarnizadamente en China, aún no habían determinado ni barajado la posibilidad de entrenar a sus efectivos en este costoso arte bélico, por lo que es de reconocer la valía e importancia de Wuling en introducir justamente el factor que en numerosas ocasiones determinaba la importancia en batalla de cualquiera de las tribus nómadas contra los ejércitos chinos: la efectividad del arquero a caballo. Por otra parte, al igual que en la vestimenta, el Shi Ji no señala si al mismo tiempo Wuling acabó adoptando de igual manera alguna tipología de arco nómada.
Probablemente hijo de Zhao Suhou (Marqués Su de Zhao, Chino simplificado: 赵肃侯), el Rey Wuling de Zhao ascendió al trono en el 325 a. C., a mediados de la época de los Reinos Combatientes (los historiadores chinos denominan así el periodo entre el 481 a. C. y 221 a. C.). Su reinado coincidió con la aparición de varias otras figuras notables en los Reinos Combatientes.
- Datos: Q575375
- Multimedia: King Wuling of Zhao / Q575375